# Мавзолей Карахана
Мавзолей Карахана (мавзолей Ауліє-ата) (каз. Қарахан кесенесі) — пам'ятка архітектури XI століття в казахстанському місті Таразі. Споруджений над могилою одного з представників династії Караханідів.

## Історія

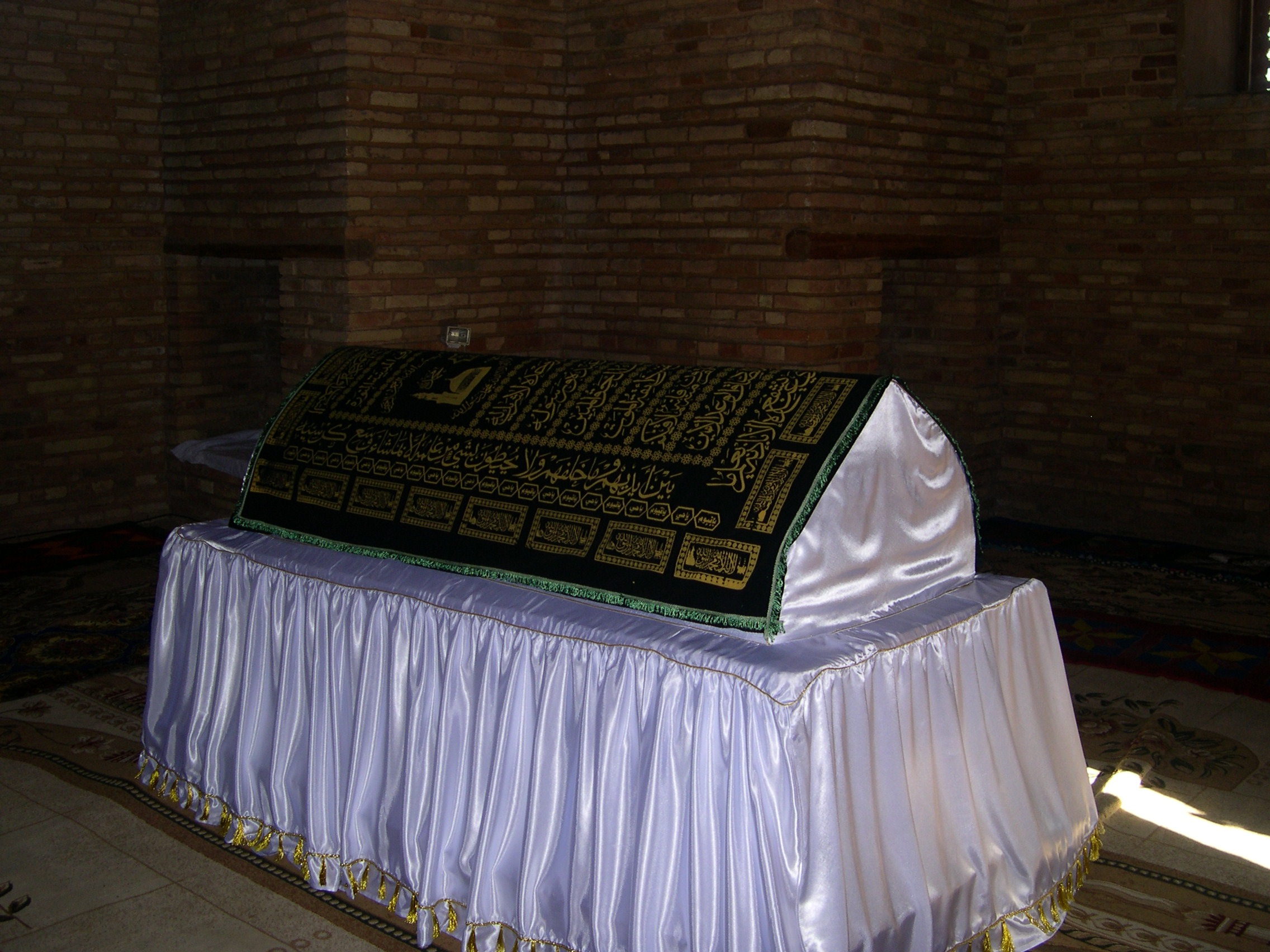
Надгробок у мавзолеї Карахана

За місцевими усними переказами, мавзолей споруджений над могилою Карахана, засновника династії Караханідів, який першим із тюрків прийняв іслам. прозвание
«Абду-р-Рахім-Баб. Його син Ша-Хасан, на ім'я Килидж-Карахан… Його син Абдул-Халик-хан. Могила його в Отрарі (на південь від міста Туркестану, а могила Ауліє-ата — на річці Талас). В Ауліє-ата другий син був на ім'я Касим-хан-Баба, його дід — Киран-шейх, зять його Махмуд-хан-шейх, а дочка Бібі-айша, могила якої розташована за два таша від гір. Ауліє-Ата».
У 1905 році (за іншими даними в 1920 році) він був зруйнований ущент і перебудований і при збереженні конструкційного принципу втратив первісне архітектурно-декоративне оздоблення. Усередині мавзолею зберігся ступінчастий надгробок. Будівництво фінансував ташкентський ішан Саїд Бакханов.

## Архітектура
Археолог Таїсія Сенігова, ґрунтуючись на фотографії 1850-х років, наводить опис первісного вигляду фасаду мавзолею. Мавзолей мав спочатку центричну композицію і був перекритий куполом. Вхід у ранній мавзолей був під пологою стрілчастою аркою, яка виділена клинчастою кладкою і оконтурена цеглою, покладеною плашмя. Арка спиралася на 3/4 колони, викладеної спареною цеглою. Подібним чином було зроблено глибинний вхід, розташований за арочною нішою. Портальна частина була оконтурена цеглою П-подібними арками, що злегка виступають.